# Бјулавил (Северна Каролина)
Бјулавил (енгл. Beulaville) град је у америчкој савезној држави Северна Каролина.

## Демографија
По попису из 2010. године број становника је 1.296, што је 229 (21,5%) становника више него 2000. године.
| Група             | 2000.       | 2010.       |
| Белци             | 774 (72,5%) | 883 (68,1%) |
| Афроамериканци    | 222 (20,8%) | 302 (23,3%) |
| Азијати           | 2 (0,2%)    | 6 (0,5%)    |
| Хиспаноамериканци | 62 (5,8%)   | 84 (6,5%)   |
| Укупно            | 1.067       | 1.296       |